# Condado de Madison (Georgia)
El condado de Madison (en inglés: Madison County), fundado en 1811, es uno de 159 condados del estado estadounidense de Georgia. En el año 2007, el condado tenía una población de 25 730 habitantes y una densidad poblacional de 35 personas por km². La sede del condado es Danielsville. El condado recibe su nombre en honor al Cuarto Presidente de los Estados Unidos James Madison. El condado también forma parte del Área metropolitana de Athens-Condado de Clarke.

## Geografía
Según la Oficina del Censo, el condado tiene un área total de 740 km² (285,7 mi²), de la cual 735 km² (283,8 mi²) es tierra y 5 km² (1,9 mi²) (0.59%) es agua.

### Condados adyacentes
- Condado de Franklin (norte)
- Condado de Hart (este)
- Condado de Elbert (este)
- Condado de Oglethorpe (sur)
- Condado de Clarke (suroeste)
- Condado de Jackson (oeste)
- Condado de Banks (noroeste)

## Demografía
Según el censo de 2000,, los ingresos medios por hogar en el condado eran de $36 347, y los ingresos medios por familia eran $42 189. Los hombres tenían unos ingresos medios de $31 324 frente a los $22 426 para las mujeres. La renta per cápita para el condado era de $16 998. Alrededor del 11.60% de la población estaban por debajo del umbral de pobreza.

## Transporte

### Principales carreteras
- U.S. Route 29
- Ruta Estatal de Georgia 72
- Ruta Estatal de Georgia 172
- Ruta Estatal de Georgia 98

## Localidades
- Carlton
- Colbert
- Comer
- Danielsville
- Hull
- Ila